# Grand Trunk Railway
Grand Trunk Railway (GT) era una compagnia ferroviaria canadese che gestiva una propria rete nelle province del Québec e dell'Ontario, e negli stati statunitensi del Connecticut, Maine, Michigan, Massachusetts, New Hampshire e Vermont. La sede operativa della compagnia era Montréal ma gli uffici direzionali erano a Londra. Grand Trunk e le sue controllate confluirono in Canadian National Railway nel 1923.
La direttrice principale GTR era la Portland-Montreal con la prosecuzione Montreal-Sarnia (Ontario), dove si collegava alla sua sussidiaria occidentale.

## Storia
La compagnia venne costituita a Londra il 10 novembre 1852 con il nome di Grand Trunk Railway Company of Canada con lo scopo di costruire una ferrovia tra Montreal e Toronto. La costruzione si estese ad est verso Portland, nel Maine e verso ovest su Sarnia in Canada Occidentale.

### Il problema dello scartamento

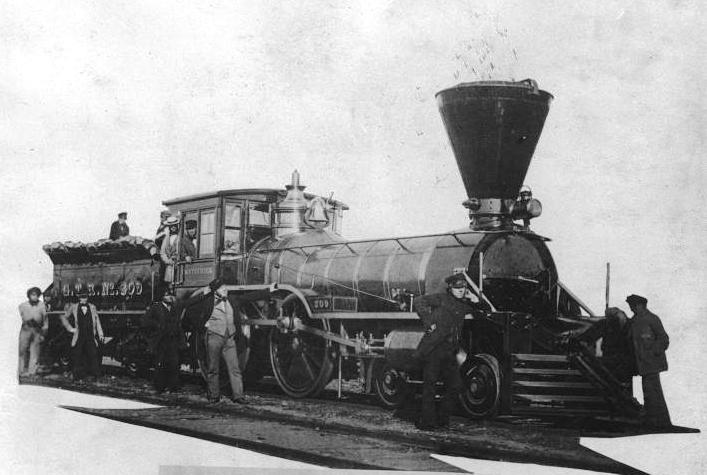
Locomotiva Trevithick della Grand Trunk sul ponte Victoria di Montreal nel 1859

Nel 1851 il Railway Guarantee Act del 1849 venne modificato allo scopo di garantire interessi solo alle ferrovie che costruivano usando lo scartamento largo (che non era usato negli Stati Uniti d'America e che quindi proteggeva militarmente e commercialmente le colonie inglesi). GTR costruì quindi le sue ferrovie adottando il cosiddetto Provincial Gauge per usufruire degli incentivi.
Le mutate condizioni tra gli stati e nel 1854 il Canadian-American Reciprocity Treaty che rimuoveva le barriere tariffarie e doganali sulle merci agricole e sulle risorse primarie incrementarono i traffici rendendo il differente scartamento un impedimento. Il Railway Guarantee Act venne abolito nel 1870 facendo perdere ogni agevolazione alla compagnia che, tra 1872 e 1885, per facilitare la circolazione e l'interscambio con le ferrovie statunitensi attuò gradualmente la riconversione delle sue linee a scartamento normale. La GTR sperimentò anche altri sistemi per ovviare a questo divario quali gli assi a scartamento variabile ma vennero presto abbandonati perché troppo macchinosi.

### Acquisizioni e costruzioni
Nel 1853 la GTR acquisì la St. Lawrence and Atlantic Railway tra Montreal e il confine tra Canada orientale e Vermont, insieme all'apparentata Atlantic and St. Lawrence Railroad di accesso alle strutture portuali di Portland. Nel 1855 fu costruita anche una linea tra Lévis (Québec) e Montreal, via Richmond, parte del tanto discusso collegamento delle colonie marittime nel Nord-America britannico. Lo stesso anno fu acquisita la Toronto and Guelph Railroad la cui ferrovia era ancora in costruzione. Ma la Grand Trunk Railway Company cambiò il tracciato previsto estendendolo a Sarnia, scalo legato all'importante traffico per Chicago. Dal luglio 1856 fu pronta la connessione Sarnia-Toronto e in ottobre la Toronto-Montreal. Dal 1859 venne istituito un servizio di traghettamento ferroviario tra il fiume Saint Clair e Fort Gratiot (in seguito Port Huron).
La Grand Trunk fu uno dei maggiori fattori di integrazione delle colonie in confederazione canadese. L'economia, che originalmente era strutturata sul commercio via mare tra le "Maritimes", il fiume San Lorenzo e le sponde dei Grandi Laghi, fu incrementata considerevolmente dalle linee ferrate GTR; la crescita fu piuttosto sostenuta nella metà del XIX secolo e incrementata dall'unione delle province canadesi. Nel corso di tale periodo la GTR estese la sua linea di Lévis più a est di Rivière-du-Loup. Dopo il 1860 tuttavia Grand Trunk si trovò sull'orlo del fallimento e non fu più in grado di espandersi ad est di Halifax; la sua rete si estendeva da Sarnia, in Ontario, fino a Rivière-du-Loup a est e fino a Portland a sud-est.

### Guerra civile americana e sue conseguenze

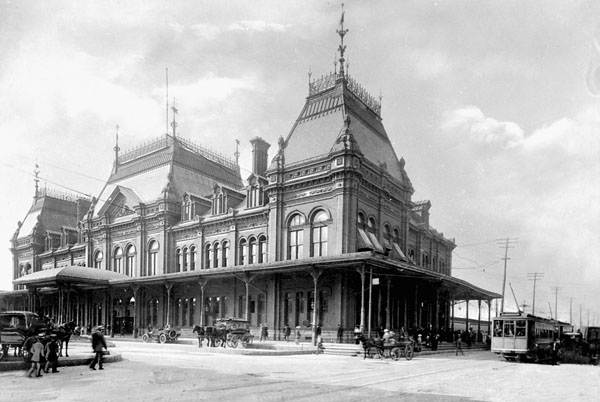
La Bonaventure Station di Montreal della GTR nel 1900

Allo scoppio della guerra civile americana i coloni delle Provincie del Canada cominciarono a sperimentare attacchi unionisti contro il loro territorio e incursioni a carattere di terrorismo. Tali gravi problemi di sicurezza portarono alla richiesta di un sistema di trasporto funzionante per tutto l'anno in grado di permettere lo spostamento di truppe britanniche, a difesa del territorio attaccato, anche durante l'inverno quando il fiume San Lorenzo si congela; la Grand Trunk era l'unica ferrovia in grado di assicurare un rapido trasporto di truppe fino a Portland ma era opinione diffusa che fosse indispensabile completare la rete Grand Trunk, per proteggere il paese, e che per farlo era necessario unire tutte le colonie in una federazione in modo condividere gli elevati costi di costruzione. Il British North America Act del 1867 incluse infatti nelle agevolazioni previste anche la realizzazione del collegamento con la Grand Trunk a Rivière-du-Loup della Intercolonial Railway of Canada.
Alla fine della guerra il Nord America britannico era ormai sul punto di unirsi in federazione unica con prospettive economiche migliori per la GTR che avrebbe tratto vantaggio dall'aumento di popolazione e dalla crescita economica. Nel 1867 era diventata un grande sistema ferroviario con oltre 2055 km di tracciato che collegavano il porto oceanico di Portland, il porto fluviale di Rivière-du-Loup, i tre stati del nord della Nuova Inghilterra e gran parte delle zone meridionali delle nuove province di Québec e Ontario.
Sono associate alla GTR alcune grandi opere tra cui il primo ponte sul fiume San Lorenzo il 25 agosto 1860, l'apertura del ponte Victoria a Montreal, il superamento del fiume Niagara tra Fort Erie e Buffalo e la costruzione di un tunnel sotto il fiume Saint Clair che collega Sarnia e Port Huron; quest'ultimo, aperto nell'agosto 1890, sostituì il traghetto ferroviario che operava sulla stessa rotta.
Entro il 1880, il sistema ferroviario Grand Trunk si estendeva per tutto il percorso da Portland, a est di Chicago e a ovest del fiume St. Clair con Grand Trunk Western Railroad, tra Port Huron e Chicago.
La rete GTR si espanse anche nel sud dell'Ontario, nel Québec occidentale e nello Stato del Michigan mediante l'acquisto o l'incorporazione di piccole compagnie ferroviarie locali e con la costruzione di nuove linee. Il più grande acquisto della GTR avvenne il 12 agosto 1882 con i 1371 km della rete Great Western Railway tra Niagara Falls e Toronto e da London, Windsor e i centri abitati della penisola di Bruce.
Nel 1879 la Grand Trunk aveva venduto la linea lungo il fiume San Lorenzo tra Rivière-du-Loup e Lévis alla Intercolonial Railway concedendole poi, nel 1889, i diritti di transito sul percorso tra Lévis e Montreal (via Richmond). Un decennio dopo tuttavia la Intercolonial costruiva una linea diretta da Lévis a St. Hyacinthe facendo perdere alla GTR la maggior parte di traffico sul detto percorso in quanto trasferitosi sulla nuova linea.

### Estensione della rete transcontinentale

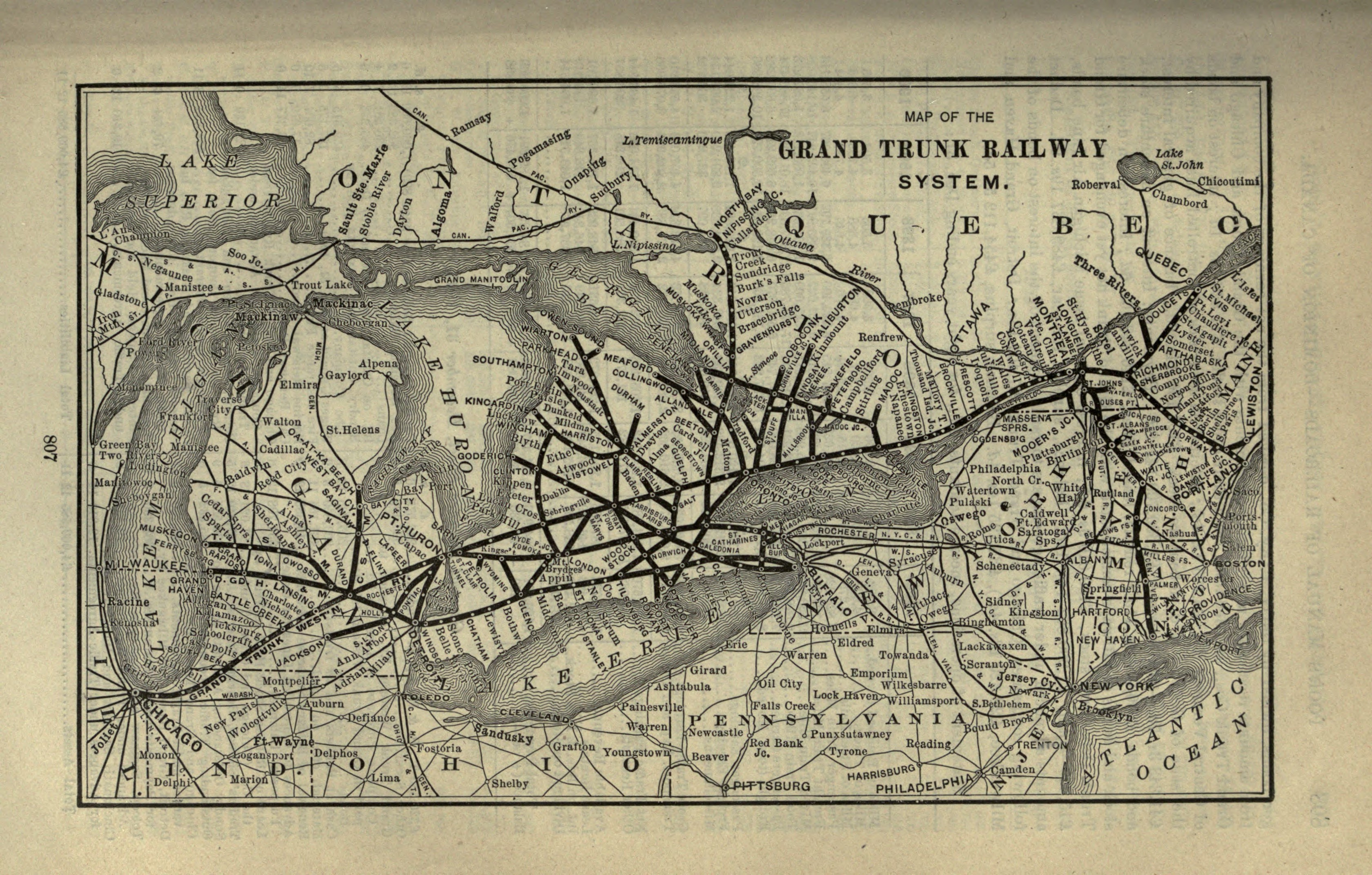
La rete Grand Trunk nel 1901

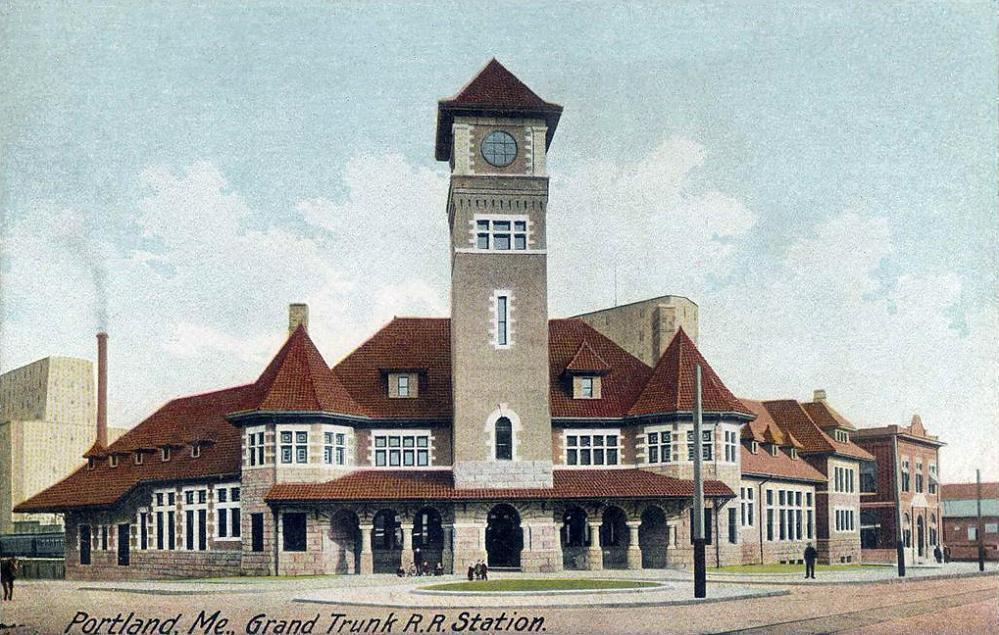
Stazione GTR di Portland, Maine, intorno al 1906

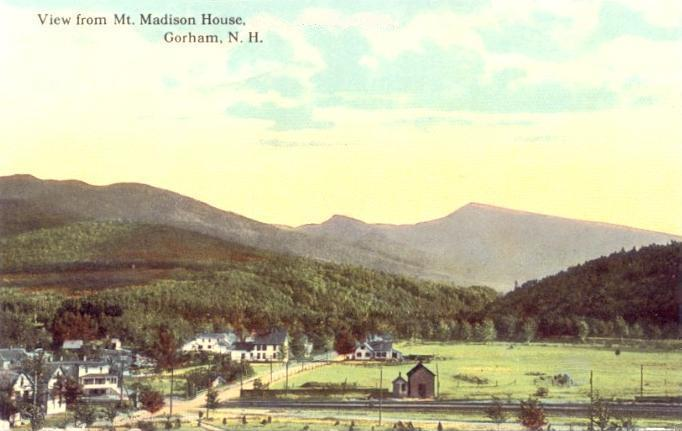
Grand Trunk a Gorham nel 1912

Dopo la costituzione della confederazione degli stati canadesi il governo federale richiese alla GTR di considerare l'opportunità di costruire una linea ferroviaria di collegamento con la costa del Pacifico ma in seguito al rifiuto di questa il governo emanò disposizioni legislative atte a favorire la creazione della Canadian Pacific Railway (CPR); la costruzione di una ferrovia era infatti tra le condizioni poste dalla Columbia Britannica per aderire alla Confederazione. Agli inizi del XX secolo la GTR avrebbe voluto estendersi anche nel Canada occidentale ove vigeva il quasi monopolio della CPR; il governo federale propose una partnership con la società ferroviaria locale Canadian Northern Railway (CNoR), già presente sulle praterie canadesi, ma senza esito perché questa voleva costruire un proprio sistema transcontinentale. Nel 1903 GTR fu costretta a un accordo con il governo per realizzare il terzo sistema ferroviario Atlantico-Pacifico (con l'assistenza federale) operando di concerto con Grand Trunk Pacific Railway (GTPR) da Winnipeg a Prince Rupert, mentre la National Transcontinental Railway (NTR), avrebbe gestito la linea da Winnipeg a Moncton, via Québec operandovi congiuntamente alla GTR.
Nell'ambito del programma il governo federale promosse l'acquisto (da parte della GTR) di Canada Atlantic Railway (CAR) con le sue linee, a sud-est di Ottawa per il Vermont e ad ovest per la Georgian Bay. Il controllo effettivo sulla società CAR fu raggiunto nel 1905 anche se il Parlamento del Canada lo ratificò nel 1914.
La gestione di tali tracciati fu un fattore strettamente speculativo, ma non redditizio, in quanto la linea principale GPR si trovava più a nord rispetto alla redditizia linea principale nelle praterie della CPR e la linea NTR si trovava ancora più a nord, nelle aree popolose di Ontario e Québec. I costi della GTPR lievitarono pur essendo la traversata dello spartiacque continentale al Yellowhead Pass la più favorevole in assoluto. Anche la morte del presidente della GTR Charles Melville Hays, nell'affondamento del Titanic il 15 aprile 1912, si ritiene abbia contribuito alla cattiva gestione della compagnia nel decennio successivo e all'abbandono della progettata Southern New England Railway per Providence, iniziata nel 1910.

### Bancarotta e nazionalizzazione

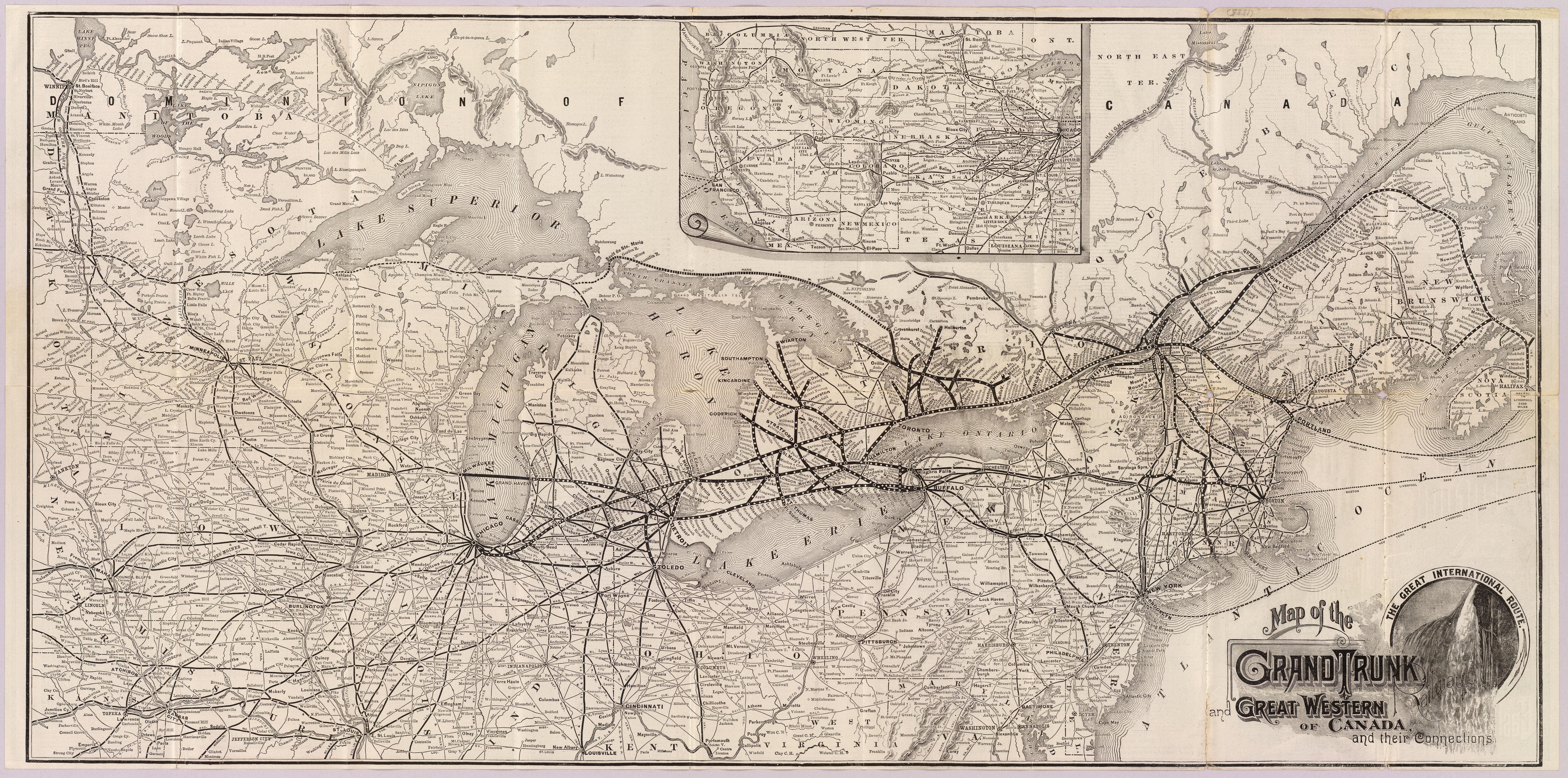
Mappa della rete ferroviaria GTR

Le costruzioni GTPR/NTR iniziate nel 1905 entrarono in funzione rispettivamente, nel 1914 per la GTPR e nel 1915 per la NTR costituendo un sistema transcontinentale completo se si fa eccezione dell'ultimo tratto del Quebec Bridge, completato solo molto tempo dopo.
Le prime avvisaglie del fallimento dell'accordo con il governo si palesarono quando GTR rifiutò di operare con la NTR adducendo proprie motivazioni economiche. I costi esorbitanti di costruzione della GTPR e il limitato riscontro realizzato fecero sì che GTR non potesse far fede agli impegni di rimborso per i contributi federali già nel 1919. Il 7 marzo dello stesso anno Grand Trunk Pacific Railway venne rilevata dal governo federale e gestita provvisoriamente da un ufficio apposito federale fino alla sua incorporazione nella Canadian National Railway (CNR) il 20 luglio 1920.
La Grand Trunk Railway andò incontro a gravi difficoltà finanziarie sia per l'affare GTPR, di cui aveva cercato di impedire la nazionalizzazione, che per i suoi azionisti principalmente quelli del Regno Unito ma, il 12 luglio 1920, anch'essa fu posta sotto il controllo dell'ufficio federale mentre venivano intraprese numerose opposizioni legali. Il 20 gennaio 1923 la GTR fu infine assorbita dalla Canadian National assieme ad altre società, in totale circa 125 imprese ferroviarie più piccole, per un totale di 12800 km di linee ferroviarie in Canada e 1873 km negli Stati Uniti (Grand Trunk compresa).

## Incidenti
Il peggior incidente ferroviario del Canada in quanto a perdita di vite umane accadde sulla rete GTR, il 29 giugno 1864, quando un treno passeggeri in servizio tra Lévis e Montreal non rispettò un segnale a via impedita per un ponte levatoio aperto sul fiume Richelieu vicino a Mont-Saint-Hilaire (Québec) precipitando su una chiatta in transito e uccidendo 99 immigrati tedeschi. 

## Impegno di Grand Trunk nel settore alberghiero
Analogamente a quanto fatto da "Canadian Pacific" e da "Canadian National" anche Grand Trunk si interessò della costruzione e della gestione di alberghi durante le prime due decadi del XX secolo. La maggior parte degli alberghi sopravvissero alla nazionalizzazione del 1923 entrando a far parte della rete gestita da "Canadian National Hotels".
I più rappresentativi furono, Château Laurier e Hotel Macdonald, aperti nel 1912 e Jasper Park Lodge, aperto nel 1915 che nel 1923 furono acquisiti da Canadian National Hotels, vennero ceduti successivamente a Canadian Pacific Hotels e infine alla catena Fairmont Hotels and Resorts. Fort Garry Hotel, aperto nel 1913 nel 1923 fu acquisito da Canadian National Hotels divenendo in seguito indipendente. Highland Inn, nell'Algonquin Park, aperto nel 1905, nel 1923 venne acquistato dal governo dell'Ontario e infine demolito.

## Grand Trunk: considerazioni. La GTR Corporation

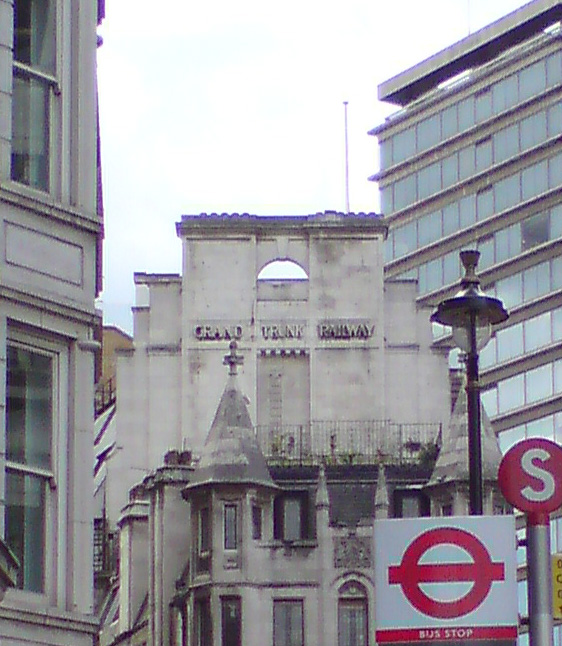
Antica sede direttiva della Grand Trunk corporate a Londra

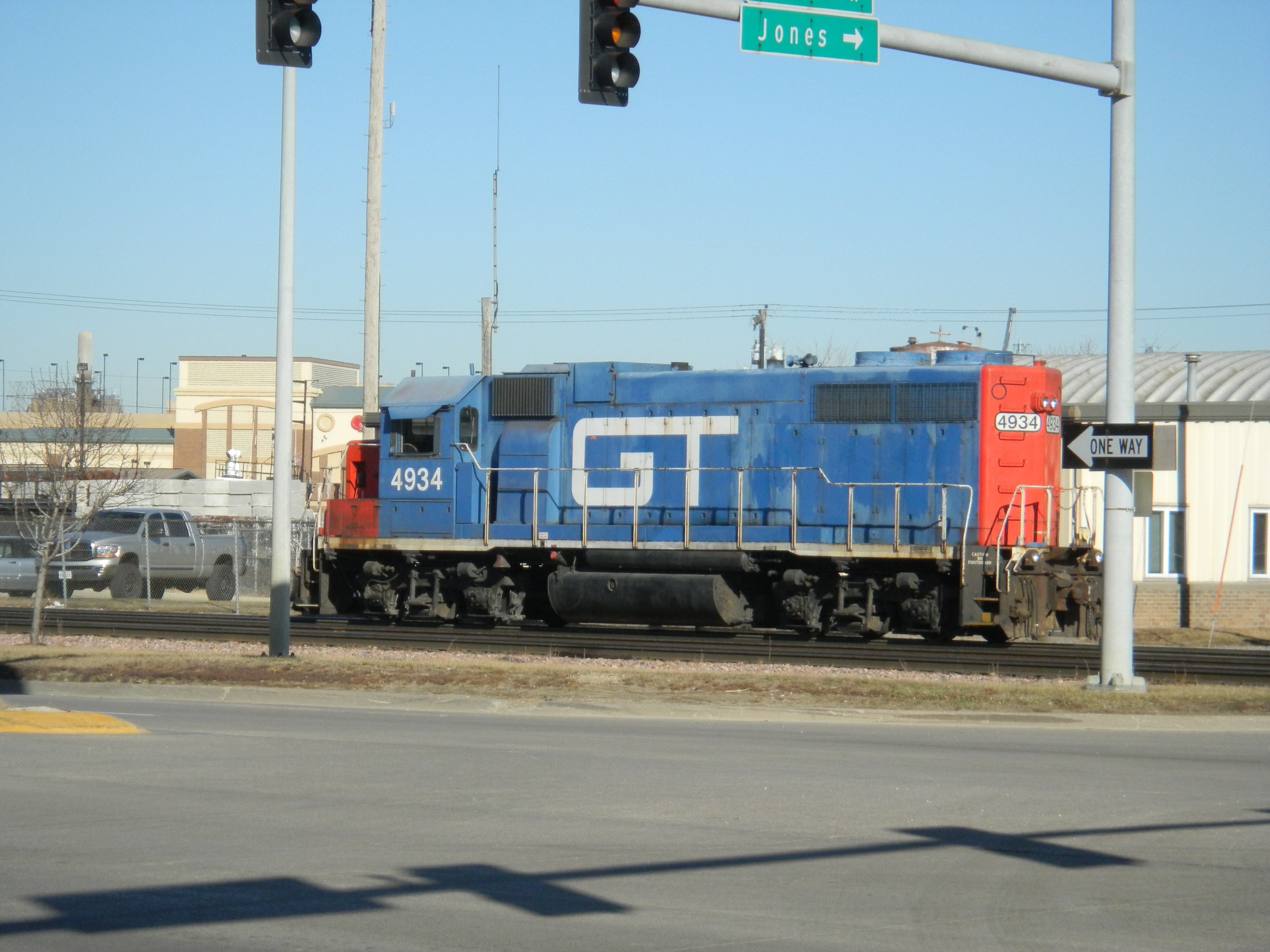
GTW 4934 a Dubuque, nello Iowa

La Grand Trunk Railway durante la sua esistenza ebbe tre società controllate:
- Central Vermont Railway che operava in Québec, Vermont, New Hampshire, Massachusetts, e Connecticut.
- Grand Trunk Pacific Railway che operava in Nord-ovest Ontario, Manitoba, Saskatchewan, Alberta, e Columbia Britannica.
- Grand Trunk Western Railroad che operava in Michigan, Indiana e Illinois.

Una quarta società fu la Southern New England Railway che, cartolarizzata nel 1910, divenne una controllata GTR con lo scopo di connettere la Central Vermont Railway da Palmer (Massachusetts) con il porto di Providence aperto tutto l'anno e atto a qualunque pescaggio. La costruzione iniziata nello stesso anno continuò a singhiozzo per oltre un ventennio e fu abbandonata a causa della Grande depressione. Tra le possibili motivazioni del fallimento del progetto, la morte del presidente della GTR, Charles Melville Hays nel 1912, e la tenace opposizione della New Haven Railroad a salvaguardia del suo controllo quasi monopolistico del traffico ferroviario del sud della Nuova Inghilterra.
Grand Trunk Railway nata come società privata con propria amministrazione in Inghilterra non ebbe molta presenza sul territorio ma ricevette, nel tempo, rilevanti sovvenzioni dal governo canadese senza essere mai realmente redditizia;. I costi di costruzione gonfiati, i ricavi sopravvalutati, uniti a un'insufficiente capitalizzazione iniziale, erano già premesse per un fallimento, ma il governo canadese, avendo garantiti prestiti molto grandi ed emanato legislazioni che autorizzavano la ristrutturazione del debito, permise alla società di galleggiare mediante emissioni obbligazionarie per sostituire il debito esistente e titoli a copertura degli interessi.
Il nome "Grand Trunk" continua ad essere utilizzato da Canadian National per la sua "Holding" Grand Trunk Corporation creata nel 1971 per fornire autonomia operativa alle sue controllate americane Grand Trunk Western Railroad, Duluth, Winnipeg & Pacific e Central Vermont Railway; quest'ultima, la Central Vermont, nel 1995 fu trasformata in società pubblica e venduta sul mercato.
Parte delle linee costruite dalla Grand Trunk Railway in Canada e nell'ovest degli Stati Uniti vengono utilizzate ancora da Canadian National (CN), in particolare il corridoio Québec–Chicago via Drummondville, Montreal, Kingston, Toronto, London, Sarnia/Port Huron e Battle Creek. 
Ma in seguito alla "deregulation" delle imprese ferroviarie in Canada e Stati Uniti, sono stati abbandonati o venduti molti tracciati diramati o secondari e, in tempi recenti, l'ex Portland-linea principale di Montreal e quasi l'intero percorso originale Toronto–Sarnia via Kitchener, Stratford e Forest.